# Kentarō Yasui
Kentarō Yasui (安井 謙太郎?, Yasui Kentarō; Kanagawa, 21 luglio 1991) è un attore giapponese.
È un Johnny's Jr., un membro della Johnny & Associates che non ha ancora ufficialmente debuttato come idol.
Viene spesso soprannominato Yassan (やっさん?).

## Filmografia

### Dorama
- Sprout (スプラウト?) (Nihon TV, 2012)
- Piece (Nihon TV, 2012)
- Bad Boys J (Nihon TV, 2013)
- 49 (Nihon TV, 2013)
- Kamen Teacher (episodio speciale) (仮面ティーチャーSP?) (Nihon TV, 2014)
- Shark: 2nd Season (Nihon TV, 2014)
- Kurofuku monogatari (黒服物語?) – (TV Asahi, 2014)